# Karel Emanuel van Savoye-Carignano
Karel Emanuel Ferdinand van Savoye (Turijn, 24 oktober 1770 – Chaillot (Parijs), 16 augustus 1800) was prins van Carignano 1780 tot 1800. Hij was een zoon van prins Victor Amadeus (II) van Savoye en Maria Jozefa van Lotharingen.

## Huwelijk en kinderen
Op 24 oktober 1797 huwde hij te Turijn met prinses Maria Christine van Saksen (1770 – 1851), dochter van prins Karel Christiaan, hertog van Koerland en kleindochter van koning August III van Polen. Uit dit huwelijk zijn twee kinderen geboren:
1. Karel Albert van Savoye (1798 – 1849), Prins van Carignano, later koning van Sardinië.
2. Maria Elisabeth van Savoye (1800 – 1856)